# Efan Ekoku
Efangwu Goziem Ekoku (Manchester, 1967. június 8. –) nigériai válogatott labdarúgó.

## Pályafutása

### Klubcsapatban
Manchesterben született az Egyesült Királyságban. 1989-ben az Sutton Unitedben kezdte a pályafutását. 1990 és 1993 között a Bournemouth, 1993 és 1994 között a Norwich City játékosa volt. 1994-től 1999-ig a Wimbledont erősítette. 1999 és 2001 között Svájcban a Grasshoppers játékosa volt, de a 2000–2001-es szezonban kölcsönadták a Sheffield Wednesday csapatának, ahol még ezenkívül játszott két évet. 2003-ban a Brentford FC játékosa volt. 2004-ben a Dublin City együttesében fejezte be a pályafutását.

### A válogatottban
1994 és 1995 között 6 alkalommal szerepelt a nigériai válogatottban. Tagja volt az 1994-es afrikai nemzetek kupáján aranyérmes válogatott keretének és részt vett az 1994-es világbajnokságon, de nem kapott lehetőséget egyetlen mérkőzésen sem. Részt vett az 1995-ös konföderációs kupán is. 

## Sikerei, díjai
Nigéria
- Afrikai nemzetek kupája győztes (1): 1994